# Манастир Вољавац
Манастир Вољавац се налази у селу Вољавцу, у близини Бијелог Поља, у Црној Гори. Припада Епархији будимљанско-никшићкој Српске православне цркве.

## Предање и прошлост
Вољавац је село које припада бјелопољској општини, смјештено на ушћу ријеке Бистрице у Лим. Ово веома старо насеље помиње се у Владисављевој повељи, гдје се каже да је цркву Богородице Бистричке у Вољавцу подигао Стефан Немања, крајем 12. вијека.
- Владислав је на име исказа свједока око 1234. године издао Повељу која садржи важне податке о друштвеним односима и сталешкој структури становништва бистричког краја, Вољавца и уопште Средњег Полимља тридесетих година 13. вијека. Ова повеља представља један од најстаријих законодавних аката Немањићке Србије. Ту су биле одлуке о работама, сокалницима и меропахима, каже др Јово Медојевић, универзитетски београдски професор, који је написао књигу „Цркве у Бијелом Пољу“.

Вољавац је, иначе насељавало повлашћено становништво овог црквеног властелинства, тзв. сокалници и меропси. Забиљежена су имена четири сокалника: Блажуј, Градихна, Наљешко и Драго, који су на посјед дошли са неком калуђерицом. Из овог податка се види да је ово село у 13. вијеку било насељено православним српским становништвом – каже др Медојевић.
Манастирско газдинство је имало и своје мрестилиште које се налазило на ушћу Бистрице у Лим. То мрестилиште постоји и данас. Такође, у Повељи постоји податак да је у овом крају гајен хмељ од којег је справљено жито.
- На десној обали Лима, на благом узвишењу, недалеко од ушћа налази се црква посвећена рођењу Пресвете Богородице. Историјски подаци о цркви дјелимично су познати. Она је обновљена по пројекту др Јована Нешковића, уз велику помоћ благољубивог народа Бистричког краја и труда Одбора за обнову, на челу са предсједником Милошем Радовићем, истиче даље др Медојевић, додајући да је ова црква била порушена највјероватније у 18. вијеку.
- Поред ове цркве у међувремену је никао манастирски конак и сваке године на дан Рођења пресвете Богородице, 21. септембра код храма се одржава традиционални народни сабор, каже мати Евангелија, која се већ осам година налази на служби у овој светињи.
- Враћа се народ овдје цркви, али не у толикој мјери колико би требало. Недјељом кад свету литургију долази да служи отац Дамаскин из манастира Подврх буде највише. Али има и другим данима. Долазе из других градова, највише туристи на пропутовању из Србије. Има и крштења – казује мати Евангелија, додајући да живе у одличним односима са окружењем, с обзиром да има становништва различитих вјера и нација.
- Ово је планирано да буде женски манастир, али као такав још није заживио. Надам се да ће убрзо – истиче мати Евангелија, додајући да се светиња налази у прелијепом природном окружењу, али да у наредном периоду све треба урадити да се асфалтира пут од манастирске капије до конака, и постави потпорни зид на локалном путу према Побрежју. Истиче да је потребно радити фрескописање, али да би најбоље и највредније било да што више народа долази, казује Евангелија, и додаје да има неколико хобија, који доносе и неку врсту користи.
- Гајим овдје „богородичне сузе“ што је једна врста плода кукуруза. Сјеме сам иначе донијела са Свете Горе прије четири године и бере се у септембру. Користим га у изради бројаница и наруквица. Може да их купи ко жели, а највећи дио који урадим прослиједим манастиру Острог. Иначе знам да током зимских дана урадим око хиљаду ових бројаница – наглашава мати Евангелија, додајући да се поред манастирског конака налази лоза, која како каже потиче из 12. вијека.
- Кажу за ову лозу да је претеча чувеног вина Вранац. Лоза је иначе била изгубљена, и налазила се на пола километра удаљености од манастира. Тамо гдје је иначе некада био манастирски виноград. Узела сам је од тамошњих власника и преселила овдје. Рађа ситне плодове, сличне боровници – казује мати Евангелија.

Иначе поред цркве има много трагова из раније прошлости, тако да др Медојевић каже да се назиру велике погребне плоче, прије свега једна лијепо обрађена дужине два а дебљине један метар. На њој је исклесан мач. Без сваке сумње гроб припада неком средњовјековном властелину, казује хроничар црквених збивања у бјелопољском крају др Медојевић. Према његовим ријечима народно предање овај гроб везује за светог великомученика Ђорђа.
- По очуваној легенди о светом Ђорђу, кад је убио аждају, мач је пао на мјесту гдје се данас налази велика камена плоча и на њој мач. Такође, близу цркве једно мјесто носи назив „Двориште“ , гдје је кажу био двор неког великаша, док се у комшилуку, у засеоку Лаз, налазе остаци старог српског гробља и гробљанске капеле, закључио је др Медојевић.[2]